# Waldhaus (Windsbach)
Waldhaus ([ˈvaltˌhaʊ̯s] , fränkisch ebenfalls Waldhaus) ist ein Gemeindeteil der Stadt Windsbach im Landkreis Ansbach (Mittelfranken, Bayern). Waldhaus liegt in der Gemarkung Suddersdorf.

## Geografie
Circa einen halben Kilometer nordöstlich der Einöde entspringt der Waldhausgraben, ein rechter Zufluss des Almesbachs, der wiederum ein rechter Zufluss der Aurach ist. Der Ort ist vom Waldgebiet Lehen umgeben. Ein Anliegerweg führt zur Kreisstraße AN 28 (0,3 km südöstlich) zwischen Suddersdorf (1,3 km nördlich) und Moosbach (1,1 km südwestlich).

## Geschichte
Der Ort wurde 1837 als „Waldbauer“ erstmals schriftlich erwähnt und wurde ab 1867 „Waldhaus“ genannt. Die Namensgebung beruht darauf, dass sich das Anwesen mitten im Wald befindet. Ursprünglich war Waldhaus ein Forsthaus. Der Ort wurde auf dem Gemeindegebiet von Suddersdorf gegründet. Am 1. Juli 1973 wurde Waldhaus im Zuge der Gebietsreform in Bayern nach Windsbach eingemeindet.

### Einwohnerentwicklung
| Jahr      | 001836 | 001840 | 001861 | 001871 | 001885 | 001900 | 001925 | 001950 | 001961 | 001970 | 001987 |
| Einwohner | 7      | 5      | 6      | 4      | 5      | 5      | 4      | 28     | 3      | 1      | 3      |
| Häuser    | 1      | 1      |        |        | 1      | 1      | 1      | 1      | 1      |        | 1      |
| Quelle    | [ 6 ]  | [ 11 ] | [ 7 ]  | [ 12 ] | [ 13 ] | [ 14 ] | [ 15 ] | [ 16 ] | [ 17 ] | [ 18 ] | [ 1 ]  |

## Religion
Der Ort ist evangelisch-lutherisch geprägt und war ursprünglich nach St. Georg (Bertholdsdorf) gepfarrt, seit Mitte des 20. Jahrhunderts ist die Pfarrei St. Margareta (Windsbach) zuständig. Die Einwohner römisch-katholischer Konfession sind nach St. Vitus (Veitsaurach) gepfarrt.